# Berlinische Galerie
Berlinische Galerie er et tysk museum med fokus på moderne kunst samt fotokunst og arkitektur fra det 20. og 21. århundrede. Det ligger i Berlin i bydelen Kreuzberg i nærheden af byens jødiske museum.

## Historie
Museet blev stiftet i 1975 med det formål at udstille kunst fra Berlin. Udstillede i de første år på skiftende eksisterende udstillingssteder, men fik i 1978 egen adresse i en tidligere officersmesse i Jebensstraße. I 1986 flyttede museet igen, denne gang til Martin-Gropius-Bau. I 1994 overgik samlingen til staten, men var uden permanent udstillingssted i perioden 1998-2004. Her genåbnede museet i det der er dets nuværende placering, en tidligere lagerbygning i Kreuzberg. Museet gennemgik i perioden 1. juli 2014 - maj 2015 en renovering til seks millioner euro, der primært involverede museets sikkerhedssystemer og tekniske udstyr.

## Udstillinger og samling
Museets permanente samling er sammen med skiftende særudstillinger fordelt over to etager på museet. Derudover indeholder museumsbygningen et auditorium, et arkiv, bibliotek samt kunstskole og formidlingsaktiviteter for både børn og voksne
Det ældste værk i museets samling er fra 1870. Museets samling inkluderer desuden værker af bl.a. Berlinersecessionen (Max Liebermann og Lovis Corinth) samt Otto Dix, George Grosz, Hannah Höch, Georg Baselitz, Wolf Vostell, og bevægelsen Junge Wilde. Museet ejer desuden en samling af ca. 15.000 grafiske værker samt fotografi og arkitekturmodeller

## Galleri
| - Billeder fra samlingen - Franz Skarbina: Dame auf der Wandelbahn eines Seebads, 1883 - Lovis Corinth: Porträt des Malers Fritz Rumpf, 1901 - Wilhelm Gallhof: Die Versuchung des Ritters, vor 1910 - Hans Baluschek: Bahnhofshalle, 1929 |